# Hlavní loď

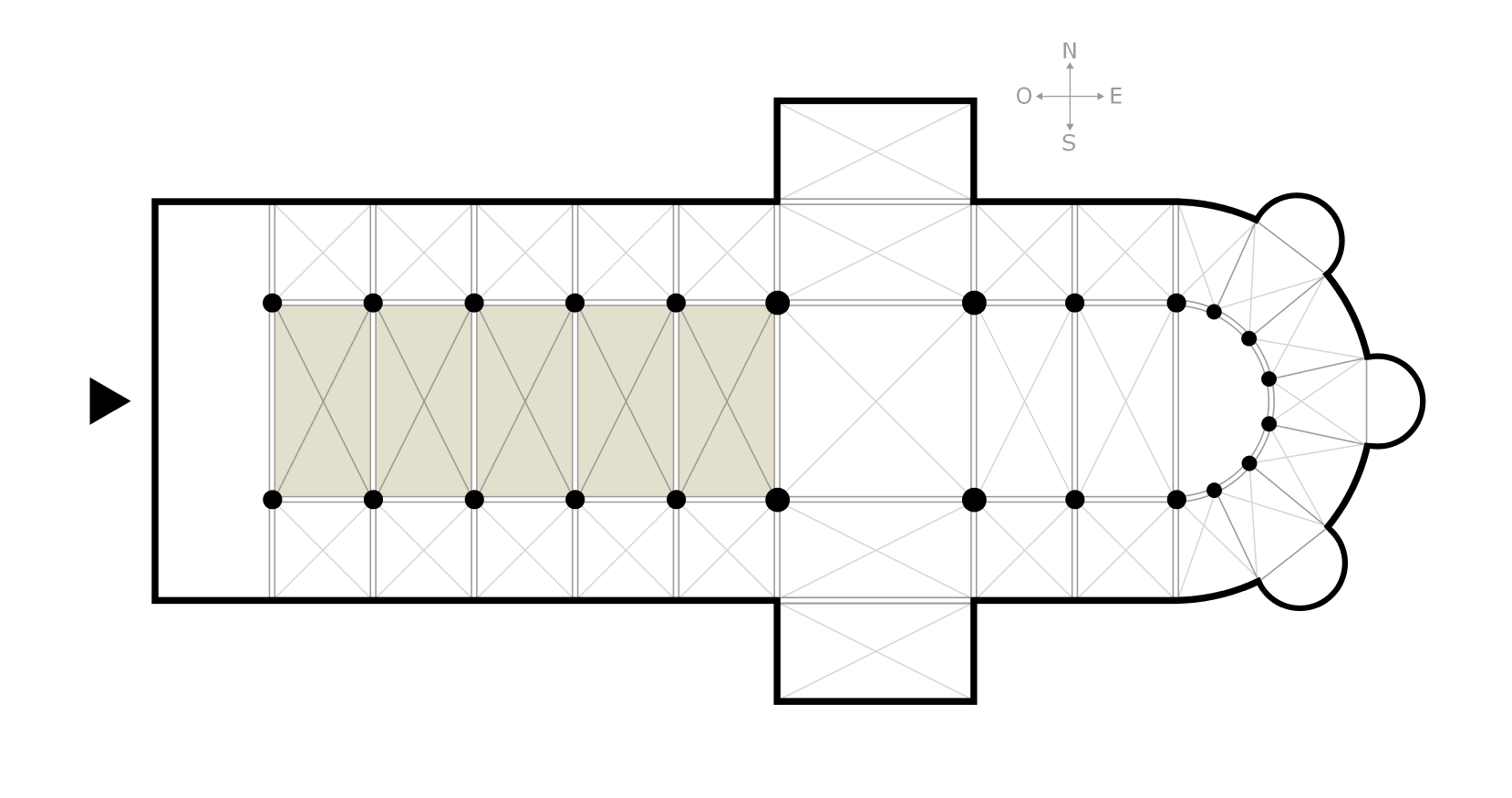
Hnědě je vyznačeno umístění hlavní chrámové lodě v půdorysu chrámu

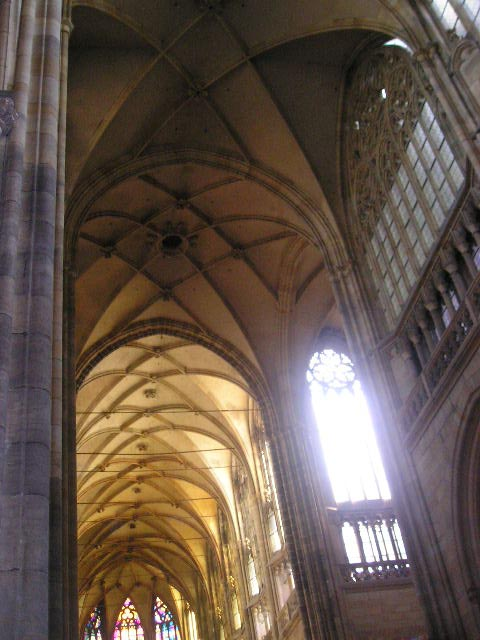
Pohled z hlavní lodi katedrály svatého Víta do klenby chóru. Mezi lodí a chórem je patrný transept a křížení

Hlavní chrámová loď je součást kostela, která je určená pro účastníky bohoslužeb. Zpravidla jsou v lodi umístěny lavice, v zadní části hlavní lodi bývá umístěna kruchta s varhanami. Od bočních lodí (pokud se jedná o vícelodní kostel) je hlavní loď zpravidla oddělena řadou sloupů či pilířů, tvořících arkádu.
Pokud je hlavní loď vyšší než boční lodě a v horní části stěny (nad arkádami) jsou prolomena okna, nazýváme kostel bazilikou a mluvíme o tzv. bazilikálním uspořádání. (poznámka: termín bazilika má odlišný význam v architektuře a v kanonickém právu). Pokud není hlavní loď vyšší o takový úsek zdiva, aby bylo možné (vzhledem k existenci krovů nad bočními loděmi) prolomit okna, mluvíme o nepravé bazilice. Pokud jsou všechny lodě stejně vysoké, mluvíme o síňovém uspořádání. Není-li v případě síňového uspořádání střední loď širší než boční lodě, je lépe nepoužívat termín hlavní loď, ale střední loď. Obdobná je situace v případě, kdy má kostel dvě stejně vysoké a široké lodě (časté u gotických kostelů v jižních Čechách) – v tomto případě mluvíme o dvojlodí. Pokud však má kostel sice pouze dvě lodě, ale jedna z nich je vyšší či širší (časté u menších středověkých klášterních kostelů, kdy prostor jedné z bočních lodí zaujala křížová chodba kláštera, například v bývalém klášteře v Pšovce), pak je použití termínu zcela namístě.
Obvykle přiléhá hlavní loď prostřednictvím vítězného oblouku přímo k presbytáři neboli chóru. U větších kostelů (viz přiložené schéma) ale může být mezi hlavní loď a chór vsunuta ještě příčná loď, tzv. transept. Ten je zpravidla stejně vysoký s široký jako hlavní loď. Místo, kde se hlavní loď kříží s lodí boční, se nazývá křížení.
Starší popisy kostelů označují pravou stranu hlavní lodi (z pohledu směrem k presbytáři) jako epištolní a levou jako evangelní. Při tzv. tridentské mši se do roku 1962 první čtení z Bible četlo na pravé straně oltáře (většinou z apoštolských listů Nového zákona – epištol) a druhé čtení naopak na levé straně (převážně z evangelií).
V baroku je časté, že i poměrně veliké kostely mají pouze jednu loď. Po obou stranách lodi ovšem může být umístěna řada kaplí, v nichž jsou umístěny boční oltáře.